# 桂吉の丞
桂 吉の丞（かつら きちのじょう、1982年7月31日 - ）は大阪府堺市出身の落語家。本名∶飯村 隆祥。所属事務所は米朝事務所。上方落語協会会員。尼崎市在住。出囃子は『酔猩々』。
鳶職などの職業を経て、2002年8月13日に桂吉朝に入門（吉朝最後の弟子）。2003年3月、太融寺での「吉朝学習塾」にて初舞台。2009年繁昌亭大賞輝き賞受賞、2015年第1回上方落語若手噺家グランプリ受賞、2021年第76回文化庁芸術祭大衆芸能部門優秀賞受賞。

## エピソード
- 鳶職時代には大阪市都市環境局舞洲スラッジセンターの建設に携わった。
- 強面であるとされるため「米朝一門（もしくは吉朝一門）のヒットマン」と呼ばれる。
- 2006年3月31日に大師匠米朝宅での内弟子修行を終える。
- 2006年8月8日から9月12日まで米朝が入院した際、桂米左と交代で身のまわりの世話を務めていた。
- 入門志願に行った際、師匠・吉朝に「前科はないんか？」と言われ、内弟子修行中は大師匠・米朝に「吉の丞はこわい…」と言わしめた。
- 2012年3月11日の京都マラソン2012にてフルマラソンに初挑戦して完走した。
- ニューヨークに妹がいる。
- 2020年3月31日あまりにも暇すぎなので、サラダパンを買うためだけに高速往復7000円かけて長浜に行った。暇になったのは新型コロナウイルスの影響による相次ぐ仕事のキャンセルが理由と思われる。

## 出演番組
- 桂吉の丞のおつかれさん!(2022年3月29日-KBS京都)メインパーソナリティ
- NEXTをさがせ!火曜日『吉弥・吉の丞の落語家の出番です!』（ABCラジオ、2020年4月20日・5月5日） - 桂吉弥とのコンビでパーソナリティを担当。